# Likosaari (ö i Mellersta Finland, Jyväskylä, lat 62,46, long 25,82)
Likosaari är en ö i Finland. Den ligger i sjön Peurunka och i kommunen Laukas i den ekonomiska regionen  Jyväskylä ekonomiska region  och landskapet Mellersta Finland, i den centrala delen av landet, 260 km norr om huvudstaden Helsingfors. Öns area är 1,2 hektar och dess största längd är 140 meter i öst-västlig riktning.